# Museu Casa Fritz Alt
O Museu Casa Fritz Alt foi inaugurado em 1975 na cidade de Joinville, após a aquisição da antiga residência do artista Fritz Alt, construída na década de 1940. Sua localização privilegiada permite aos visitantes uma vista panorâmica da cidade e uma integração com a paisagem natural do Morro do Boa Vista.
O acervo do Museu conta com obras de arte produzidas por Fritz Alt, um grande número de moldes, também móveis e objetos de uso pessoal ao artista. Além desse acervo institucional, muitos trabalhos estão expostos pela cidade de Joinville, tais como o Monumento do Imigrante na Praça da Bandeira, os murais em pastilha de mosaico localizados na Biblioteca Pública e no edifício do SESI, também o busto Dona Francisca e os monumentos de Getúlio Vargas e de João Colin. O Museu possui um programa de ações educativas e uma exposição itinerante que percorre as escolas do entorno de Joinville.